# François Hauter
 (juin 2024).
Si vous disposez d'ouvrages ou d'articles de référence ou si vous connaissez des sites web de qualité traitant du thème abordé ici, merci de compléter l'article en donnant les références utiles à sa vérifiabilité et en les liant à la section « Notes et références ».
François Hauter est un journaliste et écrivain franco-suisse né le 17 avril 1951 à Mulhouse, France. 
Grand reporter français et ancien rédacteur en chef du Figaro, il a été correspondant en Afrique, en Asie, au Moyen-Orient, aux États-Unis et en Chine. Les prix Albert-Londres (1986) et Louis-Hachette (2008) ont récompensé son travail journalistique. Il est chevalier des Arts et des Lettres. Il a été directeur des services culturels du Figaro entre 1990 et 1998. Il est l’auteur de plusieurs ouvrages, des romans et des essais sur la Chine, les États-Unis et la France. 

## Biographie
En 1968, il passe un baccalauréat littéraire puis l’année suivante, un baccalauréat scientifique, à la suite desquels il rejoint l’Université de Strasbourg où il étudie les mathématiques, l’économie et la théologie protestante de 1974 à 1978. Il se consacre pendant deux années à l’enseignement des mathématiques à Strasbourg. 
Dès 1978, il réalise un premier film sur les massacres de Rohingyas au Bangladesh pour TF1, diffusé dans l’émission qui succède à Cinq colonnes à la une.
De 1975 à 1979, il effectue des reportages pour la Züricher Zeitung, The Sunday Times, Actuel, Geo Magazine, Le Monde, Le Nouvel Observateur, le Quotidien de Paris. 
En décembre 1979, il effectue pour Le Figaro le premier reportage sur le Cambodge, tout juste libéré du joug de Pol Pot.
De 1979 à 1981, il travaille comme grand reporter économique au Figaro. Il y participe au lancement du supplément économique, à l‘époque hebdomadaire. Il mène plus de cent enquêtes dans des groupes industriels du monde entier ; ce seront les premiers véritables reportages dans la presse française sur la vie interne des grands groupes industriels.
De 1981, il est reporter de guerre et responsable de la couverture des 52 pays de l’Afrique. Il couvre les conflits au Tchad, en Afrique du Sud et les émeutes au Maghreb.
En 1986, le gouvernement français décide d'organiser une campagne de dénigrement à l'encontre du président du Burkina Faso, Thomas Sankara, qui contestait les intérets de la France dans plusieurs dossiers internationaux. François Hauter est alors approché par Guy Penne, conseiller du président François Mitterrand sur les affaires africaines, qui le met en contact avec l’ancien directeur de la DGSE, Pierre Lacoste. Les renseignements français lui fournissent une série de documents destinés à alimenter des articles à charge, prêtant au gouvernement burkinabé de supposés atrocités. Revenant sur cette affaire lors d'un entretien en 2017, le journaliste expliquera avoir « le sentiment affreux d'avoir été manipulé ».
De 1986 à 1987, il est reporter de guerre chargé du Moyen-Orient. Il effectue des couvertures prolongées des guerres au Liban, en Israël et surtout en Afghanistan.
De 1987 à 1988, il est chargé des affaires asiatiques ; il effectue des reportages dans tous les pays de la région, plus particulièrement en Chine, en Corée et au Japon.
De 1988 à 1990, il est correspondant à Washington à l’époque de la lutte contre les cartels de la drogue en Colombie, de l'invasion du Panama par les États-Unis et de la guerre du Golfe menée par les États-Unis et leurs alliés contre l'Irak. Il effectue deux interviews du président américain, George Bush.
En 1990, de retour à Paris, il devient directeur des services culturels du Figaro et responsable de 45 journalistes couvrant la vie culturelle et artistique française et mondiale. 
De 1998 à 2003, il repart en Asie, notamment en Chine où il produit plus de 800 reportages, dont deux plongées en Corée du Nord.
De 2003 à 2014, il est rédacteur en chef et grand reporter au service International où il est chargé de grandes enquêtes autour du monde ; ses derniers reportages, des séries d’été de 30 à 36 pages, portent sur des sujets variés tels que la conquête du monde par la Chine, l’Europe centrale vingt ans après la chute du mur, les États-Unis d’Obama et la France de 2011.
Il écrit également pour le New York Review of Books, NY (2007), Politique Internationale, Paris (2008), Le Débat, Paris (de 2011 à 2015), et Le Temps, Genève (de 2013 à 2016)

## Œuvres
- Les prix Albert-Londres, éditions Arléa, collectif, 1994
- Biographie du peintre Pierre Lesieur, Editions Micolon, 1996
- Rouge glacé, Stock, coll. « Littérature française », 2002, 162 p. (ISBN 978-2-234-05445-5)
- Planète chinoise, Paris, Planète chinoise, coll. « Documents », 2008, 275 p. (ISBN 978-2-35536-007-7)
- Chroniques d'Amérique, Paris, Carnets Nord, coll. « Carnet de route », 2010, 233 p. (ISBN 978-2-35536-042-8)
- Grands reporters, Editions Arléa, collectif, 2010
- Le bonheur d'être français, Paris, Fayard, coll. « Documents », 2012, 256 p. (ISBN 978-2-213-66908-3)
- Les Enfants perdus, roman (Editions du Rocher)

## Distinctions
- Chevalier de l'ordre des Arts et des Lettres